# Torre inclinada de Niles

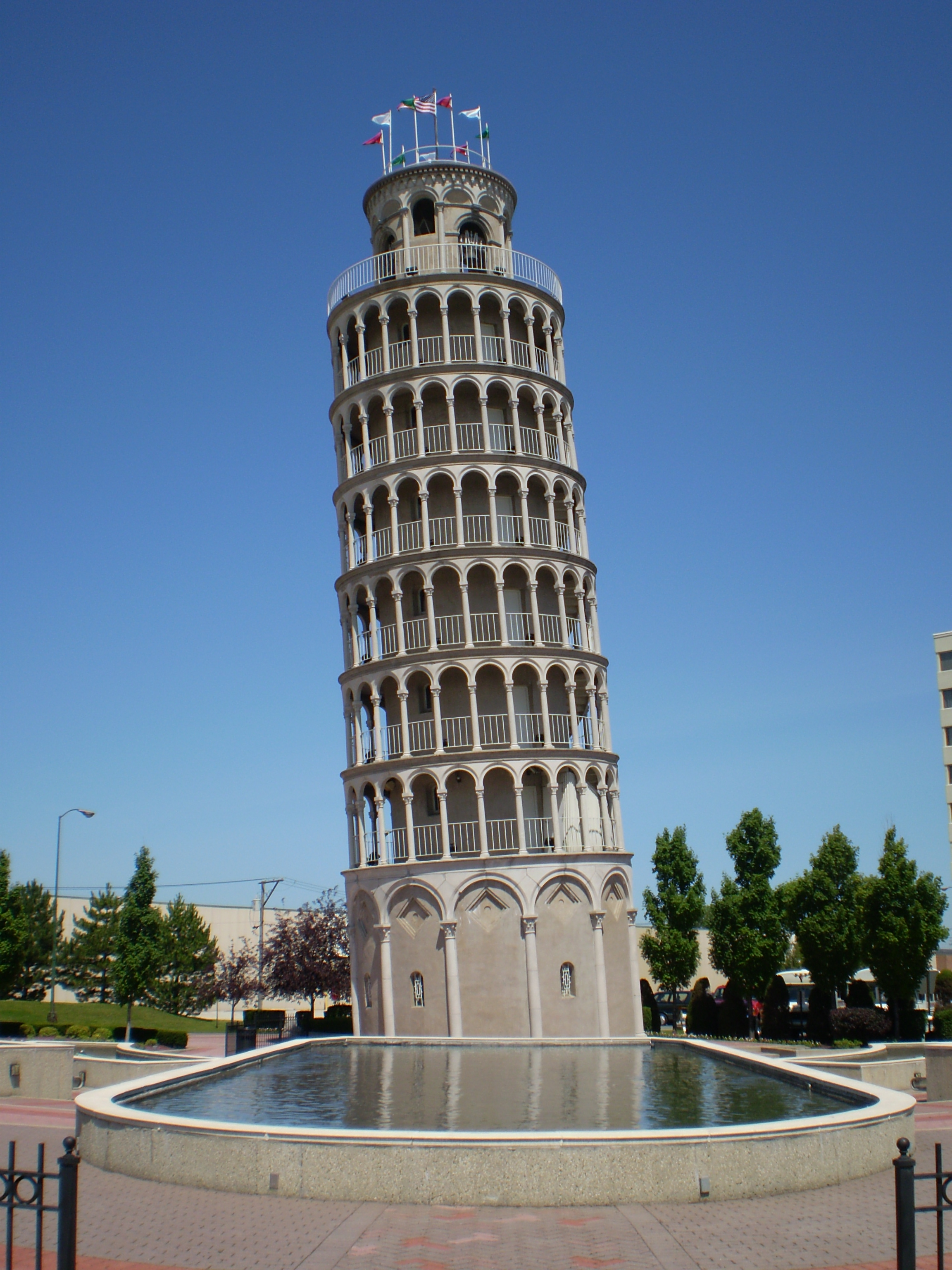
Torre Inclinada de Niles

La Torre Inclinada de Niles es una réplica a media escala de la Torre Inclinada de Pisa. Ubicada en Niles, Illinois, fue finalizada en 1934 por el empresario industrial Rober Ilg como parte de un parque recreativo para los empleados de la compañía Ilg Hot Air Electric Ventilating de Chicago. Está situada en el 6300 de la avenida W. Touthy.
Se especula que parte de la motivación para construir la torre fue para celebrar el 600 aniversario de la Torre Inclinada de Pisa. Otra explicación más probable es la de su
propósito funcional original: almacenar agua para las piscinas recreativas exteriores. Además de almacenar agua, la torre también rendía homenaje al astrónomo Galileo Galilei nacido en Pisa. En la inscripción de la placa al pie de la torre se puede leer: "dedicado a todos aquellos quienes contribuyen y luchan por hacer de esta Tierra y sus recursos ilimitados, un lugar materialmente y científicamente mejor para la humanidad".
Tras la muerte de su abuelo en 1964, el empresario Robert Ilg donó los terrenos y la torre a la YMCA, con la condición de que la asociación gastara 500 dólares al año en el mantenimiento de la torre y que esta se mantuviera en pie hasta el 2059, de lo contrario la torre y los terrenos reverterían a la familia Ilg. Durante los años posteriores las condiciones de la estructura se vieron muy deterioradas y obligaron a restringir el acceso al público.
En 1991 la localidad de Niles, Illinois, estableció un pacto de hermanamiento con la ciudad de Pisa, Italia. El alcalde Nicholas Blase y su consejo de administración impulsaron una renovación de la Torre Inclinada de Niles por un coste de 1,2 millones de dólares, que se inició en 1995 y terminó en 1996 coincidiendo con la visita de los dignatarios de Pisa a la localidad para celebrar el pacto de hermanamiento entre las dos comunidades; con la renovación se mejoraron la estructura, la fachada y la zona de la Plaza. Actualmente la zona de la Plaza de la Torre Inclinada cuenta con cuatro fuentes y una piscina de casi diez metros.
Un estudio en 2014 constató que la Torre Inclinada de Niles necesita una inversión de unos 600.000 dólares en reparaciones.
A pesar de su mal estado, la Torre Inclinada de Niles sigue teniendo un gran atractivo turístico y figura en varias listas como uno de los principales puntos de interés de la localidad.